# Tridactyle anthomaniaca
Tridactyle anthomaniaca là một loài thực vật có hoa trong họ Lan. Loài này được (Rchb.f.) Summerh. miêu tả khoa học đầu tiên năm 1948.